# Feat.i
feat.i（フィーチャリング・アイ）は、2008年4月4日から2012年3月30日までIBC岩手放送にて毎週金曜日に放送されていたラジオ番組である。二戸市のコミュニティFM局のカシオペアFMでの再送信も実施されていた。NTTdocomoの一社提供。

## 放送時間
- 毎週金曜日 21:00 - 23:00（プロ野球中継延長の場合最大1時間短縮）

## パーソナリティー
- 佐々木亜希子（番組開始 - 2009年3月27日）
- まつみたくや（2009年4月3日 - 番組終了）

サブパーソナリティー
- rika
- nao

## 概要
岩手県の音楽情報番組。アーティストからのメッセージ、音楽トピックス、80、90年代のJ-POPを流し曲名を当てるクイズ企画があった。
番組継続か否かのお達しは、改編の週に他の人のアナウンスによる別録りで進められオンエア当日の放送を聞かない限りスタッフ、パーソナリティーにも知らせないという仕様であった。これによって最終回の放送はエンディングで「本日で最終回となりました。」と結果が通達され終了した。
| IBCラジオ 金曜 21:00-23:00枠 | IBCラジオ 金曜 21:00-23:00枠 | IBCラジオ 金曜 21:00-23:00枠 |
| 前番組                       | 番組名                       | 次番組                       |
| ---------------------------- | ---------------------------- | ---------------------------- |
| 星子のスターダストメモリー   | feat.i                       | ツイテル!?                   |